# Julian Bailey
Julian Bailey (ur. 9 października 1961 w Woolwich pod Londynem) – brytyjski kierowca wyścigowy.

## Kariera
Pierwszym poważnym sukcesem w karierze Brytyjczyka było zwycięstwo w prestiżowym Festiwalu Formuły Ford w roku 1982. W 1987 roku wygrał wyścig Formuły 3000 w Brands Hatch w swoim zaledwie drugim starcie. Rok później zadebiutował w Formule 1, w słabym Tyrrellu. Z problemami kwalifikował się do wyścigów i kończył je poza punktowaną szóstką. Kolejne dwa sezony spędził w wyścigach samochodów sportowych, aby powrócić do F1 w 1991 roku w zespole Lotusa, gdzie zdobył jedyny punkt w karierze, w Grand Prix San Marino 1991.
W latach 1991–1995 startował w serii British Touring Car Championship, najlepszy sezon notując w 1993 roku (5. miejsce). W późniejszych latach ścigał się w wyścigach samochodów GT, zdobywając m.in. mistrzostwo serii FIA GT w 2000 roku.
Jego pasierb, Jack Clarke, jest również kierowcą wyścigowym.